# Fanny Petersen (maler)
 Der er flere personer med dette navn, se Fanny Petersen.
Fanny Cecilie Petersen (født 24. november 1861 i Odense, død 26. juli 1934 i København) var en dansk maler.
Hun blev født i Odense, hvor faderen, hoffotograf Jens Petersen (1829-1905) da var bosat. Hendes moder var Bendine Charlotte f. Bendix (1826-). Hun lærte at tegne og male hos maleren Bertha Wegmann, på Tegne- og Kunstindustriskolen for Kvinder og senere hos Julius Paulsen. Fra februar 1889 til 1892 gik hun på den med Kunstakademiet forbundne Kunstskole for Kvinder, hvor Viggo Johansen var lærer, var i 1893 på studierejse i Holland og i 1895 i Italien. Siden kom hun til Bretagne. I 1893 deltog hun i konkursen for den Neuhausenske Præmie, dog uden at vinde den. Hun udstillede nogle portrætter på Charlottenborg Forårsudstilling, men hun har også malet interiører og folkelivsbilleder. Desuden har hun malet en del pasteller, bl.a. af dyr. 
Hun døde ugift og er begravet på Garnisons Kirkegård.

## Værker
- Portræt af grosserer H.C. Petersen (1892)
- Portræt af hoffotograf Jens Petersen (udst. 1896)
- Afteninteriør (udst. 1900)
- Portræt af min mor (udst. 1902)
- Interiør (1903)
- En gammel gård i Ebeltoft (udst. 1904)
- Blind romersk tigger med sin dreng (udst. 1906)
- Portræt af forfatteren Peter Eggert Benzon (1906)
- To koner i passiar, Bretagne (udst. 1908)
- En lille pige i særkeærmer (udst. 1910)
- En ung sportsmand (udst. 1910)
- Aften i Volterra (udst. 1910)